# Голтон (Індіана)
Голтон (англ. Holton) — місто (англ. town) в США, в окрузі Ріплі штату Індіана. Населення — 417 осіб (2020).

## Географія
Голтон розташований за координатами 39°4′31″ пн. ш. 85°23′5″ зх. д. / 39.07528° пн. ш. 85.38472° зх. д. (39.075224, -85.384632).  За даними Бюро перепису населення США в 2010 році місто мало площу 4,68 км², уся площа — суходіл.

## Демографія
Згідно з переписом 2010 року, у місті мешкало 480 осіб у 171 домогосподарстві у складі 119 родин. Густота населення становила 103 особи/км².  Було 199 помешкань (43/км²).
Расовий склад населення:
| - 96,3 % — білих - 1,5 % — чорних або афроамериканців - 0,2 % — корінних американців |

До двох чи більше рас належало 1,7 %. Частка іспаномовних становила 0,4 % від усіх жителів.
За віковим діапазоном населення розподілялося таким чином: 30,4 % — особи молодші 18 років, 57,9 % — особи у віці 18—64 років, 11,7 % — особи у віці 65 років та старші. Медіана віку мешканця становила 32,5 року. На 100 осіб жіночої статі у місті припадало 99,2 чоловіків;  на 100 жінок у віці від 18 років та старших — 96,5 чоловіків також старших 18 років.
Середній дохід на одне домашнє господарство  становив 42 129 доларів США (медіана — 36 786), а середній дохід на одну сім'ю — 43 660 доларів (медіана — 39 375). Медіана доходів становила 35 536 доларів для чоловіків та 29 167 доларів для жінок. За межею бідності перебувало 27,5 % осіб, у тому числі 40,6 % дітей у віці до 18 років та 0,0 % осіб у віці 65 років та старших.
Цивільне працевлаштоване населення становило 238 осіб. Основні галузі зайнятості: освіта, охорона здоров'я та соціальна допомога — 25,6 %, виробництво — 19,7 %, роздрібна торгівля — 13,4 %, публічна адміністрація — 10,1 %.